# Team Esbjerg
Team Esbjerg is een Deense dameshandbalclub uit Esbjerg die deelneemt aan de GuldBageren Ligaen, de hoogste divisie in het dameshandbal in Denemarken. Het eerste wordt getraind door Jan Paulsen.
Team Esbjerg werd opgericht in 1991 en was het resultaat van een fusie tussen de clubs Håndboldklubben KVIK en Esbjerg Håndbold Klub. Tot 2004 had Team Esbjerg een heren- en een damesteam, maar in dat jaar scheidde het herenteam zich af en ging door als HH Esbjerg.
Het damesteam heeft een geschiedenis van afwisselend promotie naar en degradatie uit de eredivisie, maar heeft zich daarin sinds 2004 een vaste plek kunnen veroveren. Het team kan vanaf 2014 gerekend worden tot een van de topclubs van Denemarken. In de sporthal van Esbjerg is plaats voor bijna 4000 man. 
In het seizoen 14/16 werd in de finale om het Deense landskampioenschap verloren van Midtylland. Maar in het seizoen 15/16 werd de club kampioen van de Deense competitie. In de finale tegen Midtylland eindigde de eerste wedstrijd in 21-17 voor Midtylland. Echter werd het in de return 21-17 voor Esbjerg. De wedstrijd moest beslist worden met penalty's. In de bloedstollende penaltyserie scoorde Laura van der Heijden de eerste penalty en maakte Estavana Polman de winnende penalty.

## Bekende speelsters
- Laura van der Heijden
- Estavana Polman

## Selecties
1. Rikke Poulsen ·
3. Kaja Kamp ·
4. Michala Møller ·
5. Caroline Gade ·
9.  Nora Mørk ·
10. Kathrine Heindahl ·
14.  Kristine Breistøl ·
16. Amalie Milling ·
17.  Beyza Irem Türkoglu ·
18. Mette Tranborg ·
20.  Marit Røsberg Jacobsen ·
23.  Dinah Eckerle ·
24.  Sanna Solberg-Isaksen ·
27. Anne Tolstrup Petersen ·
33.  Julie Bøe Jacobsen ·
25.  Henny Reistad ·
51.  Vilde Ingstad ·
Coach: Jesper Jensen
1. Rikke Poulsen ·
3. Kaja Kamp ·
4. Michala Møller ·
13.  Marit Malm Frafjord  ·
14.  Kristine Breistøl ·
17.  Beyza Irem Türkoglu ·
18. Mette Tranborg ·
19. Line Jørgensen ·
20.  Marit Røsberg Jacobsen ·
23.  Dinah Eckerle ·
24.  Sanna Solberg-Isaksen ·
25.  Henny Reistad ·
29. Annette Jensen ·
51.  Vilde Ingstad ·
79.  Estavana Polman ·
Coach: Jesper Jensen

Resultaten: 2e plaats Damehåndboldligaen – winnaar Santander Cup – 4e plaats EHF Champions League
1. Rikke Poulsen ·
2. Stella Muir ·
3. Kaja Kamp ·
12.  Rikke Granlund ·
13.  Marit Malm Frafjord  ·
14.  Kristine Breistøl ·
18. Mette Tranborg ·
19. Line Jørgensen (zwanger) ·
20.  Marit Røsberg Jacobsen ·
23. Elma Halilcevic ·
24.  Sanna Solberg-Isaksen ·
25.  Nerea Pena ·
29. Annette Jensen ·
48.  Sonja Frey ·
51.  Vilde Ingstad ·
79.  Estavana Polman  ·
Coach: Jesper Jensen

Resultaten: 4e plaats Damehåndboldligaen – 1/8 finale Santander Cup – 1/8 finale EHF Champions League
1. Rikke Poulsen ·
12.  Rikke Granlund ·
13.  Marit Malm Frafjord  ·
14.  Kristine Breistøl ·
18. Mette Tranborg ·
19. Line Jørgensen ·
20.  Marit Røsberg Jacobsen ·
23. Elma Halilcevic ·
24.  Sanna Solberg-Isaksen ·
29. Annette Jensen  ·
48.  Sonja Frey ·
51.  Vilde Ingstad ·
79.  Estavana Polman ·
Coach: Jesper Jensen

Resultaten: kampioen Damehåndboldligaen – 1/4 finale Santander Cup – 1/4 finale (geannuleerd) EHF Champions League
1. Sandra Toft Galsgaard ·
6.  Clara Monti Danielsson ·
12.  Rikke Granlund ·
13.  Marit Malm Frafjord ·
14.  Kristine Breistøl ·
17. Emma Cecilie Nielsen ·
19. Line Jørgensen ·
20.  Marit Røsberg Jacobsen ·
23. Elma Halilcevic ·
24.  Sanna Solberg ·
25.  Rut Arnfjörð Jónsdóttir ·  
26. Maria Mose Vestergaard ·
28. Anne Berggreen ·
29. Annette Jensen ·
33. Lene Østergaard Nielsen  ·
51.  Vilde Ingstad ·
71.  Kristina Liščević ·
79.  Estavana Polman ·
Coach: Jesper Jensen

Resultaten: kampioen Damehåndboldligaen – 3e plaats Santander Cup – 1/4 finale EHF Champions League
1. Sandra Toft Galsgaard ·
3. Mette Knudsen ·
4. Sofie Blichert-Toft ·
5.  Ulrika Toft Hansen (zwanger) ·
6. Mette Gravholt ·
7. Maibritt Kviesgaard ·
8.  Rut Jónsdóttir (zwanger) ·  
9. Rikke Zachariassen (zwanger) ·
16.  Ine Karlsen Stangvik ·
21.  Ida Bjørndalen Karlsson ·
22.  Lara González ·
24.  Sanna Solberg ·
26. Maria Mose Vestergaard  ·
33. Lene Østergaard Nielsen ·
34. Anne Brinch-Nielsen ·
51.  Vilde Ingstad ·
71.  Kristina Liščević ·
79.  Estavana Polman ·
89. Lærke Møller  ·
Coach: Jesper Jensen

Resultaten: 4e plaats Damehåndboldligaen – winnaar Santander Cup
1.  Emily Stang Sando ·
3. Mette Hjort Knudsen ·
5.  Ulrika Toft Hansen ·
6. Tove Seest ·
7. Maibritt Kviesgaard ·
9. Rikke Zachariassen  ·
11.  Laura van der Heijden ·
12.  Filippa Idéhn  ·
15.  Jenny Alm ·
16. Alberte Stenderup ·
21.  Ida Bjørndalen Karlsson ·
22.  Lara González ·
26. Maria Mose Vestergaard ·
32. Nanna Friis ·
51.  Vilde Ingstad ·
79.  Estavana Polman (zwanger) ·
89. Lærke Møller ·
Coach: Lars Frederiksen

Resultaten: 7e plaats Damehåndboldligaen – 1/8 finale Santander Cup – hoofdronde EHF Champions League
1.  Emily Stang Sando ·
5.  Ulrika Toft Hansen ·
6. Tove Seest ·
7. Maibritt Kviesgaard ·
9. Rikke Zachariassen ·
12.  Filippa Idéhn ·
11.  Laura van der Heijden ·
15.  Jenny Alm ·
18. Susanne Kastrup Forslund ·
19. Stine Bodholt Nielsen ·
21.  Ida Bjørndalen Karlsson ·
22.  Betina Riegelhuth ·
26. Maria Mose Vestergaard ·
79.  Estavana Polman ·
Coach: Lars Frederiksen

Resultaten: kampioen Damehåndboldligaen – 1/2 finale Santander Cup – 2e kwalificatieronde EHF Champions League
1.  Emily Stang Sando ·
5.  Ulrika Toft Hansen ·
6. Tove Seest ·
7. Maibritt Kviesgaard ·
9. Rikke Zachariassen ·
11.  Laura van der Heijden ·
12.  Kari Aalvik Grimsbø (t/m 2015/02) ·
15.  Jenny Alm ·
18. Susanne Kastrup Forslund ·
19. Stine Bodholt Nielsen ·
21.  Ida Bjørndalen Karlsson ·
22.  Betina Riegelhuth ·
26. Maria Mose Vestergaard ·
79.  Estavana Polman ·
Coach: Lars Frederiksen

Resultaten: finale Damehåndboldligaen – ? Santander Cup – 1/4 finale EHF Cup
1.  Emily Stang Sando ·
2. Helena Lojborg ·
4. Susanne Astrup Madsen ·
6. Tove Seest Jensen ·
7. Maibritt Kviesgaard ·
8. Lotte Haandbaek ·
9. Rikke Birk Zachariassen ·
10. Rikke Poulson Schmidt ·
11. Maja Bech Hansen ·
12.  Kari Aalvik Grimsbø ·
14. Kirsten Helene Balle ·
17. Emily Baunsgaard ·
18. Susanne Kastrup Forslund ·
20. Line Thorius ·
21. Nina Bech ·
22.  Johanna Ahlm ·
25. Mie Kolding Kristensen ·
27. Dorthe Storgaard Rask ·
28. Rikke Sandfeld Krogsgaard ·
31. Sofie Svarer Hansen ·
61. Lotte Grigel ·
79.  Estavana Polman ·
Coach: Lars Frederiksen

Resultaten: 3e plaats Damehåndboldligaen – ? Nordea Cup – finale EHF Cup
1. Staun Marie ·
2.  Kelsi Melanie Fairbrother ·
3.  Gøril Snorroeggen ·
4.  Jessica Helleberg ·
6. Tove Seest Jensen ·
7.  Angelica Wallen ·
9. Rikke Zachariassen ·
10. Rikke Poulson Schmidt ·
11. Maja Bech Hansen ·
12.  Kari Aalvik Grimsbø ·
14. Kirsten Helene Balle ·
17. Nikoline Nielsen ·
20. Line Thorius ·
21. Nina Bech ·
22. Emily Harbo ·
23. Ilma Jahic ·
24. Hille Katrihne Kahns ·
25. Mie Kolding Kristensen ·
26. Maria Mose Vestergaard ·
27. Dorthe Rask ·
28. Rikke Sandfeld Krogsgaard ·
29. Cecilie Söderholm Bagger ·
30. Lykke Thymann Hansen ·
31. Sofie Svarer Hansen ·
61. Lotte Grigel ·
Coach: Lars Frederiksen

Resultaten: Play-offs (6e plaats) Damehåndboldligaen – ? Nordea Cup – 1/8 finale EHF Beker voor Bekerwinnaars
1. Staun Marie ·
2.  Kelsi Melanie Fairbrother ·
3.  Gøril Snorroeggen ·
4.  Jessica Helleberg ·
6. Tove Seest Jensen ·
7.  Angelica Wallen ·
8. Lotte Haandbaek ·
9. Rikke Zachariassen ·
10. Lina Bannerholt ·
11. Maja Bech Hansen ·
12.  Kari Aalvik Grimsbø ·
15.  Ulrika Ågren ·
16. Louise Johansen ·
17. Nina Vassvik Jensen ·
19. Nete Andreassen ·
20. Line Thorius ·
27. Dorthe Rask ·
33. Nanna Louise Dransfeldt ·
61. Lotte Grigel ·
Coach: Lars Frederiksen

Resultaten: Play-offs (5e plaats) Damehåndboldligaen – finale Nordea Cup – 1/8 finale EHF Cup
1. Staun Marie ·
2.  Kelsi Melanie Fairbrother ·
3.  Gøril Snorroeggen ·
4. Mia Nielsen ·
5.  Dijana Jovetic ·
6. Anna Bach Sörensen ·
7.  Angelica Wallen ·
8. Lotte Haandbaek ·
9. Rikke Zachariassen ·
10.  Dagmara Stuparicova ·
11. Nete Andreassen ·
12.  Kari Aalvik Grimsbø ·
13.  Anna Maria Johansson ·
15.  Ulrika Ågren ·
16. Louise Johansen ·
17. Nina Vassvik Jensen ·
18. Maja Bech Hansen ·
19.  Arna Sif Palsdottir ·
20. Line Thorius ·
27. Dorthe Rask ·
33. Nanna Louise Dransfeldt ·
61. Lotte Grigel ·
99.  Marta Mangue Gonzales ·
Coach: Jan Paulsen

Resultaten: Play-offs (5e plaats) Damehåndboldligaen – ? Nordea Cup – 1/4 finale EHF Cup
1. Staun Marie ·
3.  Rannveig Haugen ·
4. Mia Nielsen ·
5.  Dijana Jovetic ·
8. Lotte Haandbæk ·
9. Rikke Zachariassen ·
10.  Dagmara Stuparicova ·
11. Bettina Andersen ·
12. Dorthe Rask ·
13.  Anna Maria Johansson ·
17. Nina Vassvik Jensen ·
19.  Paule Baudouin ·
20.  Mouna Chebbah ·
27.  Katarina Tomasevic ·
33.  Heidi Flaatnes ·
61. Lotte Grigel ·
99.  Marta Mangue Gonzales ·
Coach: Jan Paulsen

Resultaten: Play-offs (6e plaats) Damehåndboldligaen – ? Nordea Cup
1.  Sarah Hargreaves ·
2. Anne-Marie Frederiksen ·
3.  Rannveig Haugen ·
4. Mia Nielsen ·
5. Janne Vinding ·
6. Anna Bach Sørensen ·
7. Anette Knudsen ·
9. Rikke Zachariassen ·
10. Stina Madsen ·
11. Bettina Andersen ·
13.  Siri Seglem ·
17. Stine Knudsen ·
19.  Paule Baudouin ·
20.  Mouna Chebbah ·
27.  Katarina Tomasevic ·
33.  Heidi Flaatnes ·
61. Lotte Grigel ·
99.  Marta Mangue Gonzales ·
Coach: Jan Paulsen

Resultaten: 7e plaats Damehåndboldligaen – 1/4 finale Nordea Cup
1.  Therese Brorsson ·
2. Anne-Marie Frederiksen ·
5. Trine Fjelde Olsen ·
6. Anna Bach Sørensen ·
7. Anette Knudsen ·
8. Lotte Haandbæk ·
9. Rikke Zachariassen ·
10. Stina Madsen ·
11. Carin Larsen ·
12. Dorthe Rask ·
13.  Siri Seglem ·
15. Karin Lund ·
21. Louise Simonsen ·
27.  Katarina Tomasevic ·
88.  Sølvi Hylleseth ·
99.  Marta Mangue Gonzales ·
Nanna Friis ·
Coach: Teddy Barrett

Resultaten: 9e plaats Damehåndboldligaen – ? Nordea Cup